# Constantin Brunner
Constantin Brunner (1862-1937) était le pseudonyme du philosophe juif allemand Arjeh Yehuda Wertheimer (appelé Leo). Il est né à Altona (près de Hambourg) le 27 août 1862. Il venait d'une famille juive importante des environs de Hambourg depuis des générations; son grand-père, Akiba Israel Wertheimer (de), était le grand rabbin d'Altona et du Schleswig-Holstein. Brunner étudia la philosophie auprès d'un certain nombre d'éminents érudits, mais ne termina jamais son doctorat. Il s'imposa toutefois comme critique littéraire et jouit alors d'une grande célébrité. Dans les années 1890, il se retira de la vie publique pour se consacrer à l'écriture. Il vécut en Allemagne jusqu'en 1933, où l'arrivée au pouvoir du parti nazi l'obligea à déménager à La Haye, lieu de son décès le 27 août 1937.

## Doctrine
La caractérisation de trois modes différents d'activité mentale est au cœur se sa théorie: 
La Raison pratique, que chaque humain possède et qui sert ses besoins normaux. La pensée spirituelle / intellectuelle (geistig), qui s'élève au-dessus de la vérité relative résidant dans l'expérience et dans la science, et s'efforce de parvenir à une perception de la seule essence éternelle et absolue. La «Superstition» - pseudo-contemplation, qui est le mode de contemplation de la plupart des hommes ordinaires. Une croyance non fondée est une distorsion de la faculté spirituelle. Alors que la raison pratique reconnaît que le «relatif» n'est que «relatif», la superstition élève ce qui est relatif au statut d'absolu. Chacun des trois modes de pensée se compose de trois spécificités; pour la compréhension pratique, ce sont le sentiment, la connaissance et la volonté; pour la vie spirituelle, ceux-ci sont modifiés pour devenir, respectivement, art, philosophie et mysticisme (amour). La superstition, quant à elle, déforme les spécificités de la vie spirituelle, les transformant en religion, métaphysique et moralisme. Son objectif est de montrer le contraste entre la pensée populaire et la pensée spirituelle/intellectuelle. Son ouvrage Die Lehre von den Geistigen und vom Volke survole ainsi l'histoire intellectuelle du point de vue de cette doctrine. 
Son objectif ultime était ainsi de préparer la voie à la fondation d'une communauté articulée autour de la vie de l'esprit, et qui à son tour ouvrirait la voie à l'expansion de la démocratie. 

## Brunner et le judaïsme
L'opposition entre le spirituel et le religieux étant un thème majeur de son œuvre, il en arrive même à soutenir que le judaïsme est essentiellement antireligieux, affirmant dans Notre Christ que «le judaïsme en tant que doctrine spirituelle est le contraire de la religion et une protestation contre elle», son argument culminant avec sa propre traduction du Shema : «Écoutez O Israël, l'Être est notre dieu, l'être est un ». Il juxtapose le judaïsme sacerdotal/pharisaïque/rabbinique au judaïsme prophétique, affirmant que ce dernier représente la véritable essence mystique par opposition au premier qui, lui, déforme cette essence. 

## Brunner et le christianisme
Pour Brunner, Jésus fut à la fois un mystique et un génie, tandis que la religion chrétienne est en grande partie une distorsion de sa pensée. 

## Brunner et Israël
Tout au long de sa vie, il fut antisioniste. Cependant, il est prouvé que, vers la fin de sa vie à la lumière des événements en Europe, il reconsidérait son opposition à la fondation de l'État d'Israël (voir Assimilation und Nationalismus: ein Briefwechsel mit Constantin Brunner / Willy Aron). 

## Brunner et l'histoire de la philosophie
Selon lui, la philosophie authentique présentée par Spinoza trouve sa parfaite antithèse dans la scolastique, celle-ci atteignant sa plus haute expression avec Emmanuel Kant. Ainsi Spinoza et Kant représentent des pôles opposés de l'idéalisme dialectique par lequel il organise l'ensemble de l'histoire intellectuelle. 

## Brunner et l'évolution
Sa position sur l'évolution était que la fixité du genre comme principe scientifique se devait d'être préservé si un travail significatif devait être entrepris avec les systèmes biologiques. Il a fait valoir que parce que la théorie de l'évolution sapait la notion de genre, elle aurait été préjudiciable à l'effort scientifique pratique. 

## Influence et pertinence
Dans Confessions d'un intellectuel européen, Franz Schoenberner décrit Brunner comme "l'une des figures les plus importantes" en Europe. Il correspondait avec Walther Rathenau, Martin Buber, Gustav Landauer et Lou Andreas-Salomé . Albert Einstein avait lu Brunner mais, tout en appréciant sa perspicacité critique et partageant sa dévotion pour Spinoza, rejeta sa philosophie, en particulier là où elle était opposée à Kant. Brunner attira un large public dévoué parmi la jeunesse juive de Czernowitz. Le plus connu de ses disciples dans ce groupe est le poète Rose Ausländer.
Avec la Seconde Guerre mondiale, ses livres furent brûlés et ses fidèles dispersés. Sa disciple allemande Magdalena Kasch réussit à sauver la majeure partie de ses écrits de la destruction aux mains des nazis. En 1948, avec l'aide de quelques-uns des autres amis survivants de Brunner, elle fonda le "Internationaal Constantin Brunner Institut" (ICBI) à La Haye. Cependant, il n'y eut jamais de regain d'intérêt majeur pour son travail, malgré les efforts de sommités telles que Yehudi Menuhin et André Breton. 

## Brunner en français
Plusieurs œuvres de Brunner sont disponibles en français. L'amour est la première partie du travail de Brunner sur les relations sexuelles. Spinoza contre Kant contient l'esquisse de Brunner sur l'histoire de la philosophie moderne. Le malheur de notre peuple allemand et nos "Völkisch" (orig. 1924) met en garde contre les dangers du nazisme. La Sorbonne possède des archives de plusieurs traductions françaises de l'œuvre de Brunner par Henri Lurié. Le matériel secondaire en français est également abondant, notamment un ouvrage récent de Martin Rodan intitulé Notre culture européenne, cette inconnue (Peter Lang, 2009). 